# Hokej na ledu
Hokej na ledu jedan je od najdinamičnijih zimskih sportova. Hokej je timski sport koji se igra na umjetnim ili prirodnim ledenim površinama, a najpopularniji je u zemljama s dugim, hladnim zimama. Iznimno je popularan u Sjevernoj Americi, istočnoj, sjevernoj i srednjoj Europi i istočnoj Aziji. Krovna organizacija hokeja na ledu IIHF (International Ice Hockey Federation) ima 64 članice, a lige spomenutih zemalja smatraju se najjačima. Na Zimskim je Olimpijskim igrama hokej prisutan od 1924. godine. Najjača je profesionalna liga sjevernoamerička NHL (eng. National Hockey League, ili Nacionalna hokejaška liga) u kojoj se natječe 30 klubova, od čega 23 iz SAD-a, te 7 kanadskih.

## Povijest
Igre u kojima se zakrivljenom palicom udara predmet raznih oblika poznate su odavno. Naziv 'hokej' koristi se od 16.st., a porijeklo riječi nije razjašnjeno; možda potječe od starofrancuske riječi hoquet koja je označavala pastirski štap, a možda i od staronizozemske riječi hokkie (umanjenica od hok; pseća kućica ili koliba) korištene za označavanje gola). Mnoge su se takve igre igrale na travi, a gdje se to moglo i na ledu, na smrznutim jezerima, rijekama ili kanalima.  
U Europi se razvilo više igara srodnih hokeju, poput škotske igre shinty ili shinney i irske hurling, a iseljenici su ih prenijeli na sjevernoamerički kontinent gdje je prilagođen zimskim uvjetima. Tako su engleski i francuski doseljenici u Kanadi igrali hokej na zamrznutim rijekama i jezerima kližući na cipelama na koje su pričvrstili oštrice noževa za rezanje sira, pa postoji i teorija da je hokej na ledu izumljen u gradu Windsoru u kanadskoj provinciji Nova Scotia. Pisac Thomas Chandler Haliburton opisao je igru sličnu hokeju koju su igrali dječaci u njegovo školi u Windsoru oko 1800., a čini se da su ta i slične igre preuzele agresivne elemente iz igre dehuntshigwa'es kanadskih Mi'kmaq urođenika. Prvi je put u igri hokeja umjesto loptice upotrijebljena pločica (puck) 1860. u gradu Kingstonu u kanadskoj provinciji Ontario. Canadian Amateur Hockey Association 1943. je Kingston proglasila rodnim gradom hokeja na ledu, jer tamo je 1886. između studenata Queen's University i Royal Military College of Canada održana igra za koju se mislilo da je prva zabilježena, što se nakon daljnjeg istraživanja pokazalo kao netočno. Po današnjim podacima udruženja Society for International Hockey Research najstarija je igra održana u Halifaxu 1859., zabilježena u članku u Boston Evening Gazette iz iste godine.

## Razvoj
Moderni se hokej razvio u Montrealu, gdje je 3. ožujka 1875. održana i prva utakmica u zatvorenoj ledenoj dvorani. Godine 1877. su James Creighton, Henry Joseph, Richard F. Smith, W.F. Robertson i W.L. Murray, studenti montrealskog sveučilišta McGill, utemeljili nekoliko osnovnih pravila hokeja. Prvi klub hokeja na ledu osnovan je 1880. na istom tom sveučilištu pod imenom McGill University Hockey Club, a popularnost je tog sporta u Montrealu rasla. 1885. hokej se počeo igrati i u Ottawi, a te iste godine u St.Moritzu u Švicarskoj održana je i prva sveučilišna utakmica između momčadi britanskih sveučilišta Cambridge i Oxford u kojoj je Oxford nadvladao Cambridge 6-0. 
Godine 1888. guverner Kanade Frederick Arthur Lord Stanley of Preston u Montrealu je prisustvovao utakmici hokeja koji mu se toliko svidio da je primijetio da bi pobjedniku prvenstva trebalo dodijeliti trofej. Stanleyjev kup, koji se danas se dodjeljuje pobjedniku prvenstva NHL-a, prvi je put dodijeljen 1893. amaterskoj momčadi Montreal AAA. Do tog je vremena u Montrealu već bilo osnovano gotovo stotinu klubova hokeja na ledu, a nicali su i diljem Kanade. 1893. igrači u Winnipegu zaštitili su potkoljenice vratara štitnicima za kriket, a iste su godine održane i prve utakmice u Sjedinjenim Američkim Državama, na sveučilištima Yale i Johns Hopkins. Prva je američka liga hokeja na ledu, U.S. Amateur Hockey League, osnovana u New Yorku 1896.
Hokej na ledu u Europu su donijela petorica sinova Lorda Stanleya, čija je momčad 1895. pobijedila momčad engleskog dvora (u kojoj su igrali budući kraljevi Edward VII i George V). U Velikoj Britaniji je do 1903. osnovana liga s pet momčadi. 1908. osnovana je Ligue Internationale de hockey sur glace (danas IIHF), a prvo je europsko prvenstvo osvojila Velika Britanija 1910.

## Oprema
Tvrda ledena površina, pločica koja leti velikom brzinom (preko 160 km/h), te dozvoljeni i nedozvoljeni fizički kontakt s drugim igračima razlog su iz kojeg se oprema za hokej osim od klizaljki i palica sastoji i od niza zaštitnih elemenata: kacige (često sa zaštitnom metalnom mrežicom ili plastičnim vizirom), gumenog štitnika za zube, štitnika za vrat, štitnika za ramena i prsa, štitnika za laktove, rukavica, čvrstih zaštitnih hlača, štitnika za koljena i potkoljenice i štitnika za genitalije. Vratari nose veće kacige i opremu koja se razlikuje od one koju nose igrači, jer su izloženi i izravnim udarcima pločice. Mlađi ili neiskusni igrači obavezni su nositi kacigu sa zaštitnom mrežicom da bi se izbjegle ozljede lica, dok profesionalni igrači nose plastični vizir ili samo kacigu. Pravila o nošenju vizira u profesionalnim ligama izazivaju neslaganja jer neki smatraju da vizir ometa disanje ili vid, te da potiče igrače na previsoko podizanje palice, dok drugi vjeruju da su nužan dio zaštitne opreme. Ta su pravila u profesionalnim ligama bila prihvaćana vrlo sporo, pa je tako zaštitna maska obavezan dio opreme vratara postala tek 1959. nakon što je vratar Montreala Jacques Plante primio snažan udarac pločice u lice.
Klizaljke za hokej na ledu izrađene su od čvrstih materijala, najčešće kože (prave ili umjetne) ili najlona, da bi zaštitile stopalo i gležanj, dok se kruta plastika ne upotrebljava za izradu dijela klizaljke oko gležnja jer bi ograničila kretanje igrača. Oštrice su im zaobljene na obje strane čime se olakšava kretanje na ledu, a sve klizaljke osim vratarskih imaju oštrice dizajnirane tako da se njima ne mogu povrijediti ostali igrači.

## Igra
Hokej na ledu igra se na igralištu propisanih dimenzija, a igraju dvije momčadi s pet igrača i jednim vratarom na klizaljkama. 
Cilj je igre pogoditi u protivnički gol pločicom (također zvana puckom ili pakom) od tvrde vulkanizirane gume. Igrači pločicom upravljaju dugačkom palicom koja je na donjem kraju zakrivljena i plosnatija, a dopušteno im je pločicom upravljati i bilo kojim dijelom tijela, ovisno o pravilima. Uobičajena postava momčadi uključuje vratara, kojem je zadaća spriječiti da pločica uđe u gol, te pet igrača od kojih tri igraju u napadu, a dva u obrani. Napad ima centra, lijevo krilo i desno krilo. Igrači se mogu izmijeniti u svakom dijelu igre i bez zaustavljanja igre, a zamjena se može obaviti pojedinačno ili se može zamijeniti cijela postava. 
Ograda sprječava da pločica izleti izvan igrališta, pa se igra često odvija u dužim periodima bez prekida. Kretanje pločice određeno je pravilima zaleđa (offside) i zabranjenog ispucavanja (icing).
Svaka liga ima svoja pravila o broju igrača u selekciji, koji se kreće od 18 do 23, od čega su dva igrača vratari.
Hokej na ledu igra se po više različitih tipova pravila, a najvažnija su pravila IIHF-a i NHL-a.

### Prekršaji
U hokejskoj utakmici sude od dva do četiri suca, dva linijska suca koji su zaduženi za prekršaje zaleđa i zabranjenog ispucavanja, te glavni sudac (ponekad i dva) zadužene za ostale prekršaje.
U muškom hokeju, za razliku od ženskog, igraču je dozvoljeno udariti bokom ili ramenom koji u tom trenu ima pločicu ili ju je imao neposredno prije. Taj se manevar naziva napad tijelom (body checking). Svaki tip fizičkog kontakta u hokeju nije dozvoljen, primjerice najstrože je zabranjen napad palicom, te postoji niz manevara koji se smatraju prekršajima i za njih se dosuđuju kazne. 
Najčešći je oblik kažnjavanja igrača za prekršaj isključivanje iz igre na određeno vrijeme, tijekom kojeg je obavezan sjediti na klupi za prekršaje, a njegova ga momčad nema pravo zamijeniti. Druga momčad u tom slučaju igra s igračem više, odnosno ostvaruje power play. Kazna od dvije minute može se dosuditi za manje prekršaje poput spoticanja (tripping), udarca laktom (elbowing), udaranje šakom ili grubost (roughing), visoku palicu (high-sticking), previše igrača na ledu (too many players on the ice), korištenje nedozvoljene opreme (illegal equipment), nedozvoljeni napad tijelom (charging), držanje (holding), ometanje (interference), zadržavanje igre (delay of game), povlačenje palicom (hooking) ili nalet palicom (cross-checking). 
Ako je prekršaj posebno jak ili je igrač na kojem je prekršaj izvršen zbog toga ozlijeđen, može biti dosuđena dvostruka kazna u trajanju od četiri minute. Kazna istječe nakon zadanog vremena ili nakon što protivnička momčad postigne zgoditak s igračem više, a ako je bila dosuđena dvostruka kazna i protivnička je momčad postigla gol, istječe samo prva od dvije kazne. Kazna od pet minuta može biti dosuđena ako je igrač u prekršaju bio iznimno nasilan ili je namjerno ozlijedio protivničkog igrača, te za prekršaje tučnjave (fighting), nedozvoljenog napada s leđa (checking from behind) i bodenja lopaticom palice (spearing). Takve se kazne uvijek služe u potpunosti i ne istječu ako protivnička momčad postigne zgoditak.
Igraču može biti dosuđena i disciplinska kazna u trajanju od deset minuta, koja ne može biti skraćena, ali momčad može tog igrača zamijeniti osim u slučaju kad je s disciplinskom kaznom povezan i prekršaj (odnosno kad je igraču dosuđena kazna dva-plus-deset ili pet-plus-deset). Disciplinska se kazna dosuđuje ako se ustanovi namjera ozljeđivanja protivničkog igrača (prema mišljenju suca), za veće prekršaje izvedene palicom i za višestruko ponavljanje manje prekršaje. Igrač kojem je dosuđena disciplinska kazna mora smjesta napustiti led, te ne sjedi na klupi za prekršaje. Ako je uz disciplinsku kaznu dosuđen i prekršaj, na klupi za prekršaje kaznu mora izdržati igrač kojeg odredi trener.
Breakaway je situacija u kojoj je igraču u napadu, a između njega i protivničkih vrata nema igrača obrane, već samo protivnički vratar. Ako je na tom igraču izvršen prekršaj dok breakaway traje, igrač ima pravo na izvođenje kaznenog udarca. Kazneni udarac dosuđuje se i u slučaju da je obrambeni igrač koji nije vratar pokušao tijelom spriječiti da pločica uđe u gol na vratarovom području (crease), u slučaju da je vratar namjerno pomaknuo gol da bi izbjegao primiti zgoditak u breakawayu, u slučaju da je obrambeni igrač namjerno pomaknuo gol kad do kraja utakmice ima manje od dvije minute ili tijekom produžetka, te u slučaju da je igrač ili trener namjerno bacio palicu ili drugi predmet na pločicu ili igrača koji ju u tom trenutku vodi i tako spriječio udarac prema golu ili dodavanja za udarac.
Suci imaju pravo zaustaviti igru za prekršaje poput korištenja ruke za zaustavljanje pločice u obrambenoj zoni, ali za te se prekršaje ne dosuđuje kazna. U takvim se slučajevima dosuđuje kazna jedino ako je igrač namjerno tijelom zaustavio pločicu, nosio pločicu u ruci, te ispucao pločicu izvan igre u obrambenoj zoni, što se smatra zadržavanjem igre.

### Taktika
Kao i svaki momčadski pa i individualni sport i hokej je sport sa strategijom, odnosno taktikom koja se određuje prema snazi i mogućnosti protivničkih igrača.
Postoji nekoliko tzv. "osnovnih" taktika koje se mogu primjenjivati uz različite finese i dorade. Niže je navedeno nekoliko primjera u odnosu na cijelu petorku u određenom trenutku koja se nalazi na ledu.
Krila počinju s obranom na način da pritišću protivničke bekove dok su ovi u liniji ili iza ili ispred gol linije, te u određenoj širini posjeduju pak na palici i pokušavaju izaći iz svoje trećine, na način da razigravaju svoje krilne napadače koji im naklizavaju, ili pokušavajući odigrati na svog središnjeg igraća (što čini veći rizik za presijecanjem paka), a u slučaju da su im krila blokirana i/ili centar pokriven trebaju sami iznijeti pak iz trećine ili ga udarcem lagano izbaciti izvan svoje trećine.Dakle ovo je faza kada krila jedne momčadi započinju svoju fazu obrane na način da duboko u zoni protivnika pritišću aktivnom igrom protivničke bekove, te ometaju stvaranje napada.
U međuvremenu dok krila pritišću protivničke bekove, centar pokriva svoj prostor te kliže u obliku "osmice" i pokušava pokrit centra protivničke ekipe.
Za to vrijeme bekovi drže plavu liniju i nastoje blokirati udarac ili odbijanac paka iz trećine u kojoj se nalaze. 
Ako ipak protivnički bekovi uspiju razigrat krila, krila momčadi koja tada započinju obranu trebaju što brže po krilnim pozicijama stići krila momčadi koja kreće u napad, dok bekovi istovremeno brzo kližu i zatvaraju-brane svoj prostor.
Ovo je opisana varijanta, početka aktivne obrane, no postoji varijanta u kojoj su bekovi protivničke momčadi dosta jaki i brzi, te dobri u kontroli paka, te bez problema razigravaju svoje napadače i time započinju napad, tada krila momčadi koja nije u posjedu paka i započinje obranu stoje visoko prema svojim bekovima, u blizini plave linije i striktno pokrivaju krila napadačke momčadi, na način da dozvoljavaju bekovima nesmetan izlaz u napad.
U hokeju se rijetko igra tzv. "flaster" na nekog igrača, već je bitno da u svakom trenutku prostor bude pokriven.(zamislite da se igralište po dužini dijeli na tri dijela (lijevo-centar-desno), a svaki npr. širine od po 10-ak metara. Moguće je da desno krilo u određenom trenutku predje na ljevu stranu, dok automatski ili centar prelazi na ljevu stranu, ili čuva centralni prostor.
Ovdje je opisana osnovna varijanta kada jedna momčad iz faze napada, započinje svoju aktivnu obranu dok je još u prostoru gola protivničke momčadi.
Također postoji faza obrane koja prelazi u napad i identična je već opisanoj fazi, samo se stvari dešavaju kontramomčadi.

### Trećine i produžeci
Utakmica se dijeli na tri trećine od po dvadeset minuta, a vrijeme teče samo dok je pločica u igri. U međunarodnim ligama momčadi mijenjaju strane na kraju prve i druge trećine, te nakon prvih deset minuta treće, dok u NHL-u strane mijenjaju samo nakon prve dvije trećine. 
U slučaju neodlučenog rezultata na kraju posljednje trećine, primjenjuje se nekoliko pravila o produžecima. Postoji mogućnost produžetka od maksimalno dvadeset minuta koji se prekida čim jedna od momčadi postigne pobjednički zgoditak ili produžetka od maksimalno pet minuta koji se prekida kad jedna momčad (u ovom slučaju momčad se sastoji od 4 ili 5 igrača i vratara) postigne pobjednički zgoditak. Ako je rezultat nakon produžetaka i dalje neriješen, momčadima se dodjeljuje po 1 bod ili se izvode kazneni udarci, koje izvode po tri igrača iz svake momčadi. Ako je i nakon kaznenih udaraca rezultat neriješen, igraju se daljnji produžeci do prvog sljedećeg gola, a pri obračunu bodova ne uzimaju se u obzir primljeni/postignuti kazneni golovi iz kaznenog udarca.Svi postignuti penali se broje kao postignuti zgoditci,ali se ne računaju kao pobjednička 3 boda ekipe koja je dobila utakmicu nakon izvođenja produžetaka/penala jer je samim ulaskom u produžetke/penale svaka ekipa dobila po bod ili dodatni bod nakon razigravanja.

## Ženski hokej
Hokej na ledu sport je koji svakim danom ima sve više poklonica i jedan ženskih od sportova koji se najbrže razvijaju. Iako je ženski hokej slabije organiziran i ne postoji tako velik broj liga, klubova ima diljem svijeta i to na svim razinama – od sveučilišnih klubova do državnih i olimpijskih reprezentacija, te amaterskih klubova. Održano je devet IIHF Svjetskih prvenstava u hokeju na ledu za žene.
Glavna je razlika u pravilima između muškog i ženskog hokeja ta što je u ženskom napad tijelom (body checking) nedozvoljen manevar. Napad tijelo zabranjen je nakon Svjetskog prvenstva 1990., jer su igračice mnogih zemalja tjelesno manje i slabije od igračica sa sjevernoameričkog kontinenta. Mnogi smatraju da je zabrana napada tijelom i sličnih manevara jedan od razloga razmjerno male popularnosti ženskog hokeja u javnosti.
Nekoliko je igračica nastupilo u profesionalnom muškom hokeju – Manon Rhéaume (obavljala je dužnosti vratara za američki Tampa Bay Lightning u predsezonskim utakmicama), Hayley Wickenheiser (2003. g. je potpisala ugovor s finskim klubom Kirkkonummi Salamat), Charline Labonté, Kelly Dyer, Erin Whitten i Angela Ruggiero.

## Međunarodna natjecanja
Godišnje Svjetsko prvenstvo u hokeju na ledu (IIHF World Ice Hockey Championship) natjecanje je važno i popularno u Europi, dok je interes za njega u SAD-u i Kanadi nešto manji jer se vremenski poklapa s doigravanjima Stanleyjeva kupa. SAD i Kanada ne mogu u tom natjecanju sudjelovati s najjačim izdanjima svojih reprezentacija, jer njihovi ponajbolji igrači sudjeluju u doigravanjima. Osim toga, pravila IIHF-a godinama su zabranjivala sudjelovanje profesionalnih igrača u Svjetskom prvenstvu, ali danas to više nije tako pa uz velik broj europskih i sjevernoameričkih igrača u NHL-u reprezentacije koje predstavljaju države na Svjetskom prvenstvu nisu više nužno najbolji pokazatelj razine hokeja u toj državi.
Hokej na ledu na Olimpijskim je igrama prisutan od 1924.g. U prvih je sedam godina Kanada osvojila čak šest zlatnih medalja, dok su Sjedinjene Američke Države svoje prvo zlato osvojile tek 1960.g. U razdoblju od 1958. do 1988. SSSR je dominirao olimpijskim hokejom jer su u komunističkom sustavu svi igrači smatrani 'amaterima', dok je najboljim igračima SAD-a, Švedske, Finske i Kanade nastup na Olimpijskim igrama kao profesionalcima bio zabranjen. Reprezentacija SSSR-a u tom razdoblju osvojila je zlato sedam puta. Ipak, na Olimpijskim igrama u Lake Placidu 1980.g. u finalu ih je porazila amaterska momčad SAD-a sastavljena od igrača američkih sveučilišta, a taj događaj poznat kao 'Miracle on ice' potaknuo je interes Amerikanaca za hokej koji dotad u SAD-u nije bio pretjerano popularan.
Održano je devet Svjetskih prvenstava u hokeju na ledu za žene, a prvo od njih 1990.g. Ženski se hokej na Olimpijskim igrama igra od 1998.g. U ovom trenutku ženskim hokejom dominiraju Amerikanke i Kanađanke, te je tako reprezentacija barem jedne od tih dviju zemalja igrala u svakom finalu Svjetskog prvenstva i Olimpijskih igara, a finale Olimpijskih igara 2006.g. bilo je prvo ikad u kojem se te dvije reprezentacije nisu međusobno borile za titulu.

## Zanimljivosti
- danas se hokej na ledu širi cijelim svijetom pa tako Alžir ima reprezentaciju u hokeju.

## Vanjske poveznice
- IIHF - Međunarodna federacija hokeja na ledu

NHL – National Hockey League
NHL-ova Pravila o igri